# Saastal
Saastal (o anche Valle di Saas) è una valle laterale della valle del Rodano nel Canton Vallese, in Svizzera, famosa per essere sede dei comuni/villaggi di Saas-Almagell, Saas-Balen, Saas-Fee e Saas-Grund.

## Geografia
Sulla sinistra della valle è presente il versante orientale del massiccio del Mischabel. Da Visp si dirama sulla sinistra orografica della valle del Rodano la Vispertal la quale, all'altezza di Stalden, si divide in due: la Saastal e la Mattertal (la valle di Zermatt). La valle è percorsa dal torrente Saaser Vispa, affluente del Vispa all'altezza di Stalden. Nell'alta valle è presente il grande lago artificiale Mattmark. 

### Orografia

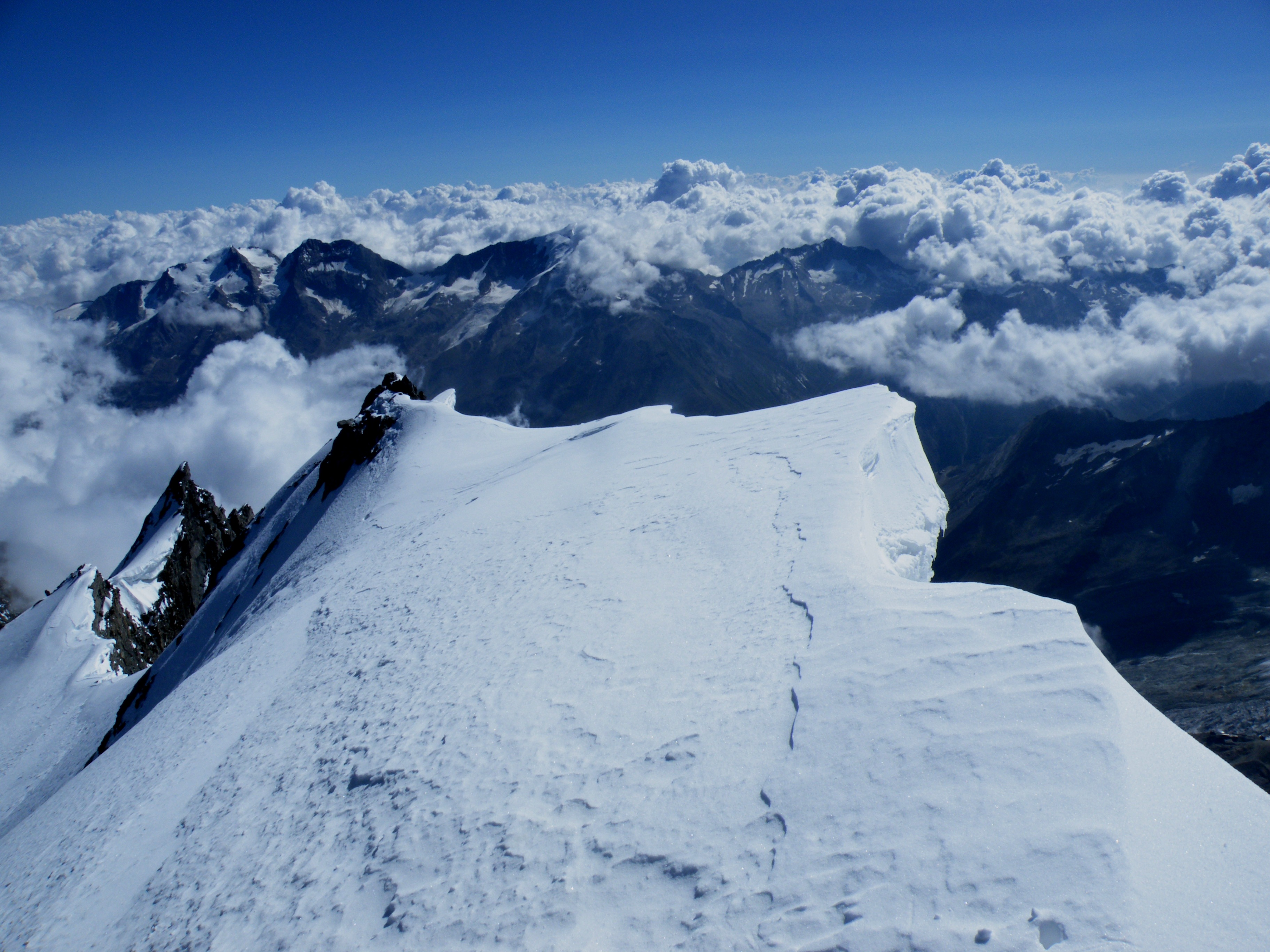
La cima del monte Dom

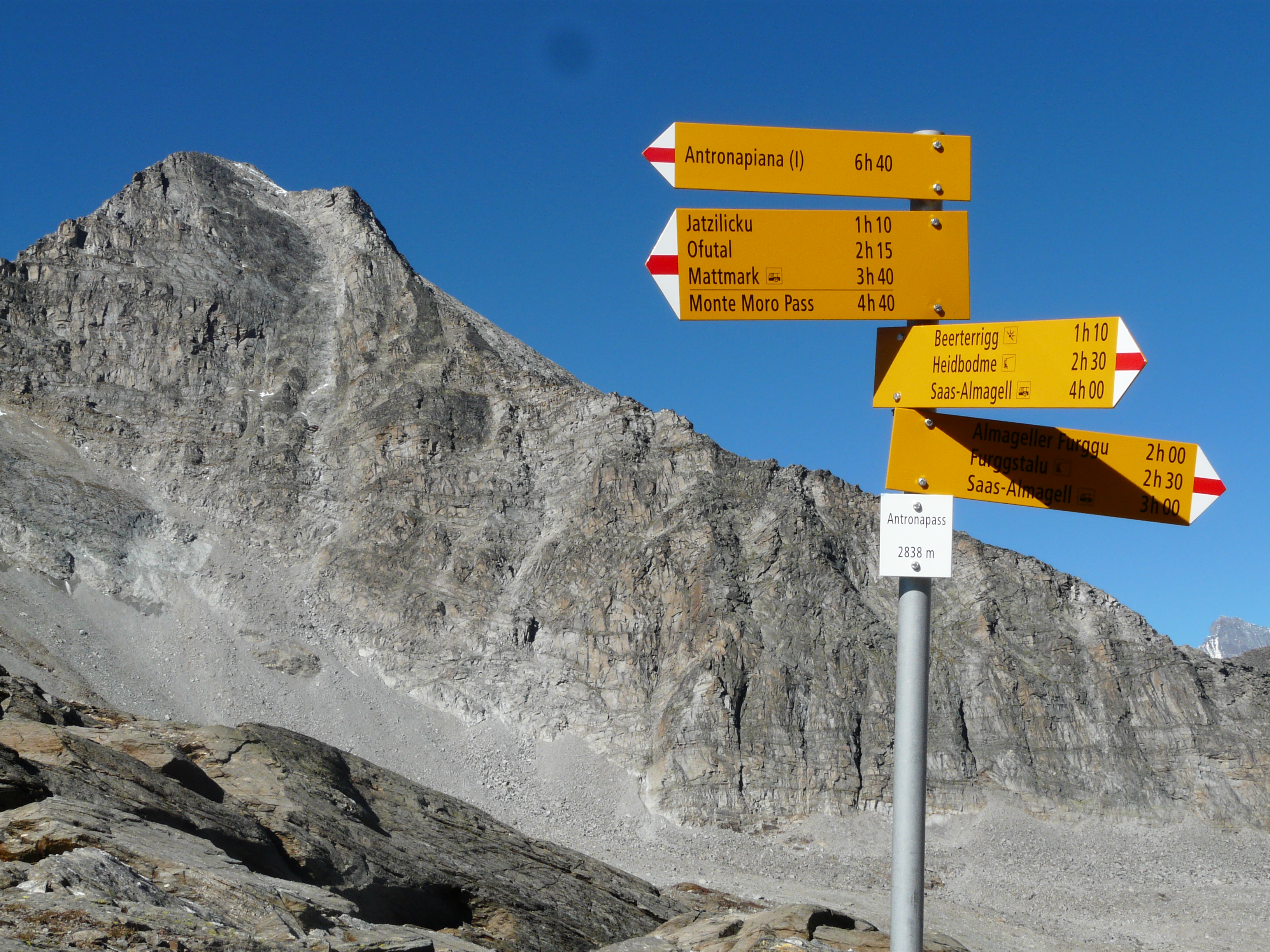
Passo di Antrona

La valle è contornata da molte montagne diverse delle quali superano i 4.000 metri di altezza:
- Allalinhorn - 4.027 m
- Alphubel - 4.206 m
- Dom - 4.545 m
- Fletschhorn - 3.993 m
- Lagginhorn - 4.010 m
- Nadelhorn - 4.327 m
- Pizzo d'Andolla - 3.656 m
- Punta di Saas - 3.188 m
- Rimpfischhorn - 4.199 m
- Strahlhorn - 4.190 m
- Täschhorn - 4.491 m
- Ulrichshorn - 3.925 m
- Weissmies - 4023 m
- Lenzspitze - 4294 m

### Valichi
La valle non ha facili collegamenti con le valli vicine; tuttavia diversi valichi hanno avuto una notevole importanza storica:
- Passo di Antrona - 2.839 m - verso la valle Antrona
- Passo del Monte Moro - 2.862 m - verso la valle Anzasca
- Passo dello Zwischbergen - 3.248 m - verso la val Divedro

## Comuni

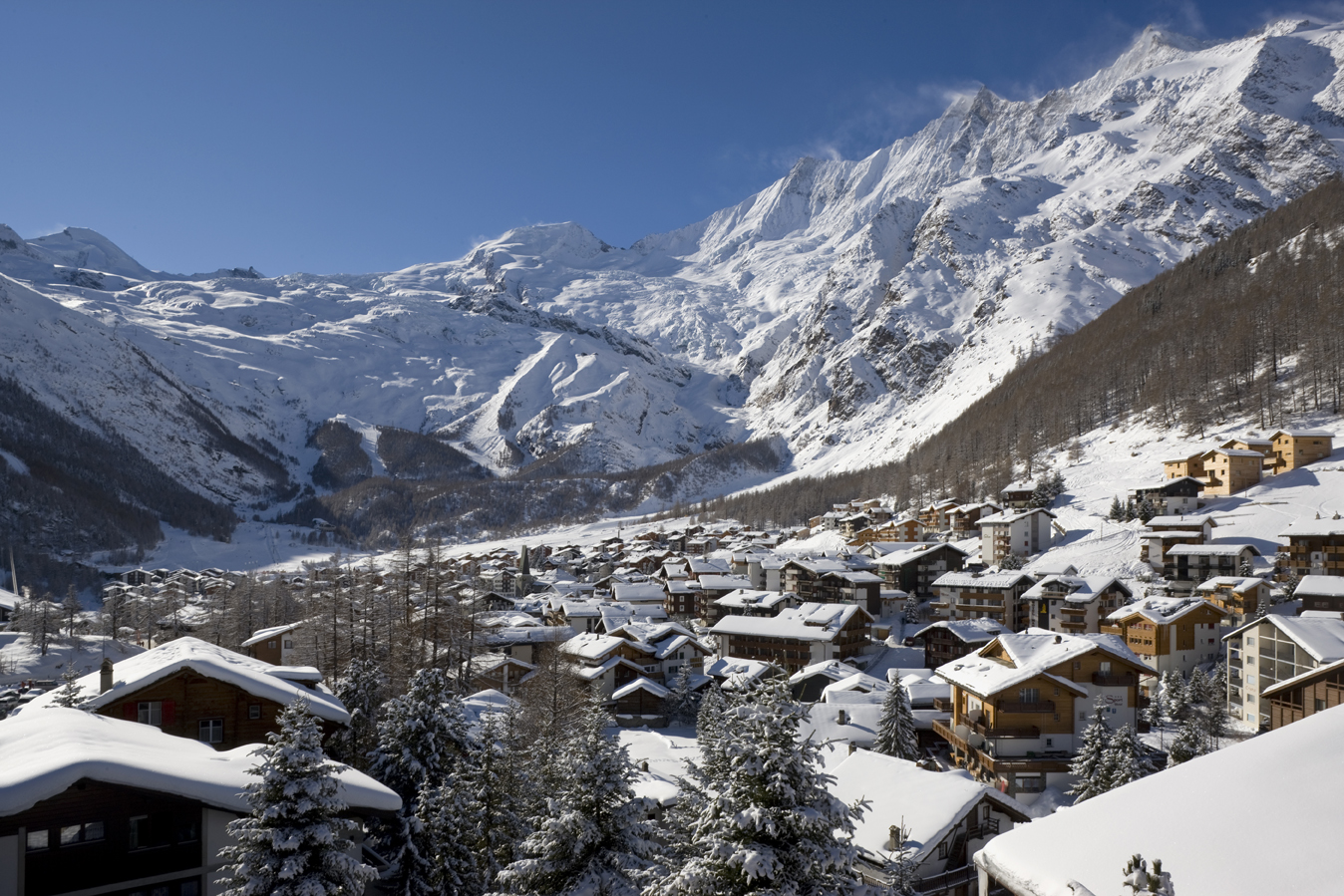
Sass-Fee

La Saastal include i comuni di Eisten, Staldenried, Saas-Almagell, Saas-Balen, Saas-Fee e Saas-Grund.

## Tradizioni
La valle ha grandi tradizioni walser.

## Escursionismo ed alpinismo

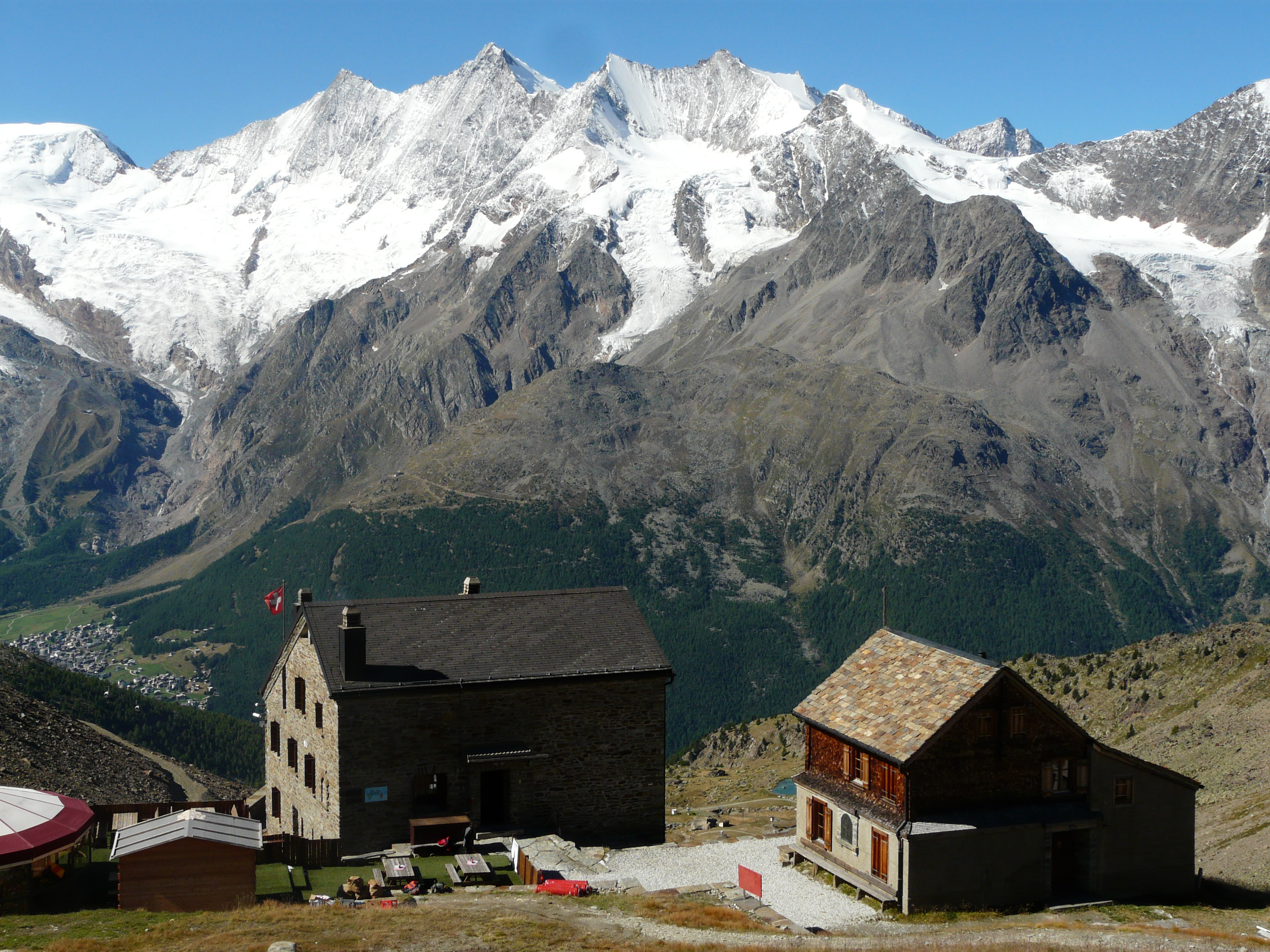
Wiessmieshütte

Per facilitare l'accesso alle molte vette che contornano la valle e l'escursionismo di alta quota nella valle sorgono molti rifugi alpini:
- Almagellerhütte - 2.894 m
- Britannia Hütte - 3.030 m
- Berghütte Hohsaas - 3.098 m
- Längfluehütte - 2.869 m
- Weissmieshütte - 2.726 m
- Mischabelhütten - 3.335 m

La valle si trova nel percorso del tour del Monte Rosa.

## Curiosità
A Saastal sono state fatte le riprese esterne del videoclip di White Christmas degli Wham, presso lo Chalet Schliechte.